# Geschäftsbereich
Geschäftsbereich bezeichnet in der öffentlichen Verwaltung in Deutschland sowohl den sachlichen als auch institutionellen Bereich der Zuständigkeit.
Vor allem in Bezug auf die Bundes- und Landesministerien wird der Begriff verwendet. Der Geschäftsbereich umfasst das Ministerium sowie die nachgeordneten Einrichtungen. Er ist der Verantwortungsbereich des Ministers. Wird von „nachgeordnetem Geschäftsbereich“ gesprochen, ist das Ministerium nicht umfasst. Festlegungen des Geschäftsbereichs erfolgen für den Bund in der Geschäftsordnung der Bundesregierung (GO BReg) und dem aufgrund § 9 dieser ergangenen Organisationserlass des Bundeskanzlers.
Der Geschäftsbereich verweist auf die Funktion der Behörden, die unter der Verantwortung des zuständigen Ministers die Verwaltung des Fachbereichs vollziehen. Die Gemeinsame Geschäftsordnung der Bundesministerien (GGO) legt fest, dass die Bundesministerien diejenigen Aufgaben wahrnehmen, „die der Erfüllung oder Unterstützung von Regierungsfunktionen dienen. Dazu zählen insbesondere […] die Wahrnehmung von Steuerungs- und Aufsichtsfunktionen gegenüber dem nachgeordneten Geschäftsbereich“ (§ 3 Abs. 1 GGO).
Behörden sind meist streng nach Sachgebieten organisiert. So ist beispielsweise die aufgabenbezogene Gliederung der Finanzämter nicht bundeseinheitlich geregelt; doch können Typen von Arbeitsgebieten (Stellen) unterschieden werden, die aber nicht in jedem Finanzamt eingerichtet sind. In Finanzämtern bilden das Arbeitsgebiet und das mehrere Arbeitsgebiete umfassende Sachgebiet die konstituierenden Organisationseinheiten, wobei die Arbeitsgebiete von Sachbearbeitern verwaltet und die Sachgebiete von Sachgebietsleitern geführt werden. Das Arbeitsgebiet ist die kleinste Organisationseinheit, der bestimmte, abgegrenzte Aufgaben zugewiesen sind. Die Sachgebiete für die Veranlagungssteuern heißen Teilbezirke. So ist sichergestellt, dass bei den Mitarbeitern die vorhandenen Fachkenntnisse in spezifischen Teilbereichen angewandt werden können. 